# 아침의 광장 (KBS안동방송국)
아침의 광장은 KBS안동 1라디오에서 평일 아침 8시 30분부터 아침 8시 58분까지 방송되는 경북 북부 지역의 출근길 아침 시사교양 프로그램이다.

## 진행
- 김민혜 아나운서

## 역대 방송시간
| 방송 채널       | 방송 기간                          | 방송 시간                       |
| --------------- | ---------------------------------- | ------------------------------- |
| KBS안동 1라디오 | 1996년 11월 4일 ~ 2004년 10월 16일 | 월~토요일 아침 8:35 ~ 아침 8:58 |
| KBS안동 1라디오 | 2004년 10월 18일 ~ 2014년 4월 4일  | 평일 아침 8:35 ~ 아침 8:58      |
| KBS안동 1라디오 | 2014년 4월 7일 ~ 현재              | 평일 아침 8:30 ~ 아침 8:58      |

## 주파수 안내
- 안동, 영주, 문경 FM 90.5MHz
- 청송 FM 104.5MHz
- AM 963kHz

## 기획 의도
- 경북 북부 지역의 생생한 현장 소식을 전하는 지역 시사프로그램 지역이 직면한 다양한 현안들을 깊이 있게 취재하여 출근길에 유용한 정보를 제공하고자 합니다.

## 방송되는 코너
- 아침 뉴스 브리핑
- 오늘의 날씨
- 리포터 뉴스토크
- 시민캠페인 고맙습니다
- 아침 시(詩) 배달왔어요
- 광장포커스
- 출근길 경제
- 정가소식
- 국제뉴스
- 리포터 취재
- 청취자가 말합니다.
- 건강코너, 100세를 산다
- 아침 인터뷰
- 취재수첩
- 주간뉴스 확성기
- 생활과 정보
- 문화포커스